# Sévigné (cràter)
Sévigné és un cràter d'impacte en el planeta Venus de 29,6 km de diàmetre. Porta el nom de Marie de Rabutin-Chantal, marquesa de Sévigné (1626-1696), escriptora francesa, i el seu nom va ser aprovat per la Unió Astronòmica Internacional el 1985.